# Eburodacrys monticola
Eburodacrys monticola là một loài bọ cánh cứng trong họ Cerambycidae.